# Takeshi Minamino
Takeshi Yamamoto (山本タケシ Yamamoto Takeshi?) (24 de diciembre de 1985) es un luchador profesional japonés, más conocido por su nombre artístico Takeshi Minamino. Yamamoto es conocido por sus apariciones en varias empresas independientes de Japón.

## Carrera

### Toryumon (2002-2005)
Takeshi debutó en Toryumon el 7 de diciembre de 2002 bajo su nombre real, siendo el luchador más joven de la promoción. Su combate fue haciendo equipo con Manabu Murakami para derrotar a Kenichi Sakai & Naoki Tanizaki. Poco después, Yamamoto adoptó el nombre de Takeshi Minamino (南野タケシ Minamino Takeshi?), aliándose con Takayasu Fukuda y Kenichi Sakai para formar un stable llamado Los Salseros Japóneses, en el que sus miembros bailaban salsa antes de -y durante- los combates y por atacar con guitarras a sus oponentes
Eventualmente, Minamino ganó la Young Dragons Cup 2003, derrotando a Naoki Tanizaki en el combate final del torneo. En marzo del año siguiente, se enfrentó a Taiji Ishimori por el UWA World Welterweight Championship, ganando la lucha; sin embargo, debido a que Takeshi había ganado con un low blow, la decisión fue revertida y el título quedó vacante. Finalmente Minamino obtendría el título, derrotando a sus compañeros de grupo Hanai y Fukuda en un combate de eliminación. Así mismo, Los Salseros Japóneses derrotaron a Solar, Ultraman & Ultraman, Jr. en un combate por el UWA World Trios Championship, ganando el campeonato, el cual estaba vacante. Inmediatamente después, el grupo fue transferido a Michinoku Pro Wrestling.

### Michinoku Pro Wrestling (2004-2010)
Minamino debutó en Michinoku Pro Wrestling en la Futaritabi Tag League 2004 como Esthetic Jaguar (エステ・ハグアル Esute Haguaru?), usando una máscara. Jaguar hizo equipo con Como Leopard, aunque sin lograr la victoria en el torneo.
Más tarde, Los Salseros Japóneses al completo se presentaron como un poderoso grupo de heels, teniendo como miembros ocasionales a Banana Senga & Passion Hasegawa; así mismo, Kesen Numajiro y entraría de forma no oficial en el stable. Al poco tiempo, Minamino y su grupo entraron en un feudo con Shanao y sus aliados Kei Sato y Shu Sato, teniendo incontables combates contra ellos, la mayor parte ganados por los Salseros. En abril de 2006, Minamino consiguió el Tohoku Junior Heavyweight Championship al ganar un torneo por él, cimentando su posición de principal heel de MPW. Sin embargo, en junio, Los Salseros Japóneses perdieron el UWA World Trios Championship contra STONED (Maguro Ooma, Kei Sato & Shu Sato) cuando Minamino golpeó accidentalmente a Hanai, por lo que éste se rebeló contra Minamino y causó la disensión del grupo. Por las mismas fechas, Takeshi perdió su título un mes más tarde en Osaka Pro Wrestling contra Super Delfín en un combate en el que también estaba en juego el OPW Championship.
Ahora en solitario, Minamino se volvió face por primera vez, abandonando su vestimenta de salsero y comenzando a usar un atuendo de estilo tradicional japonés, con un hakama negro y verde sobre un kimono blanco y jika-tabi negros. Tras un tiempo, no obstante, Takeshi adoptó el gimmick de HAPPY Man, un personaje cómico vestido con una versión rosa del traje de Superman que según la storyline era un enviado de un planeta llamado "HAPPY". HAPPY Man tuvo una oportunidad por el MPW Tohoku Junior Heavyweight Championship contra Yoshitsune, pero fue derrotado. Tras ello, se anunció que HAPPY Man había vuelto a su planeta, y Minamino retomó su anterior personalidad.
En 2008, después de meses de ausencia, Minamino se volvió heel otra vez y se unió al grupo Kowloon, dirigido por Hayato Fujita, y formó un equipo con Maguro Ooma, recibiendo ambos el apodo de "Toneri Family". Minamino recibió otra oportunidad por el Junior Heavyweight Championship contra Yoshitsune, pero de nuevo no lo logró. Después de pasar el Tetsuji Tournament y la Futaritabi Tag Team League 2008 sin éxitos importantes, Maguro & Minamino ganaron el Futaritabi Tag Team Tournament 2009 tras derrotar a Kenou & Rui Hiugaji, lo que les concedía un combate por el MPW Tohoku Tag Team Championship contra los campeones del momento, Kinya Oyanagi & Kesen Numajiro, a los que vencieron finalmente para ganar el título. Ooma y Minamino retuvieron el campeonato numerosas veces, ante equipos como Kei Sato & Shu Sato y The Great Sasuke & Último Dragón, llegando al siguiente Futaritabi Tag Team Tournament todavía con el título en su poder. Pero, inesperadamente, el dúo fue derrotado en la final por Yapper Men (Yapper Man #1 & Yapper Man #2), perdiendo la liga y el campeonato.
En 2012, después de que Taro Nohashi y los Sato se rebelasen contra Hayato y le expulsaran de Kowloon, Maguro (ahora conocido como Manjimaru) y Minamino permanecieron a su lado, intentando infructuosamente salvarle de una paliza de ellos tres y del hasta entonces face Kenou, quien les encabezó bajo el nombre colectivo de Asura. Por su parte, Fujita y sus dos aliados se crearían Bad Boy para oponerse a ellos.

### Pro Wrestling El Dorado (2006-2007)
Minamino apareció en 2006 en Pro Wrestling El Dorado como Beetle Takeshi, usando un disfraz de escarabajo. Beetle Takeshi fue un integrante de Animal Planets, un grupo dirigido por Toru Owashi en el que sus miembros tenían un tema animal, e hizo equipo con Hercules Oosenga. En febrero de 2007, Takeshi fue liberado de su contrato.

### All Japan Pro Wrestling (2007)
En enero de 2007, Takeshi comenzó a aparecer en All Japan Pro Wrestling como Tow Van John (トウ・バン・ジャン Tō Ban Jan?), un extraño personaje de origen chino ataviado con un uniforme azul y una máscara, experto en kenpo. Tow Van John se reveló como heel, siendo uno de los oponentes más comunes de AHII. Van John realizaría apariciones esporádicas el resto del año, siendo su último combate un handicap match con Mastadon contra AHII, el cual fue ganando por este último después de una intervención de otro AHII.

### Dradition Pro Wrestling (2008-presente)
Minamino comenzó a aparecer en Dradtion Pro Wrestling en 2008, junto con Último Dragón y gran parte de sus aprendices de Toryumon X. En 2009, Takeshi se enfrentó a Mineo Fujita en la final de un torneo por el NWA International Junior Heavyweight Championship, pero fue derrotado.

### Kensuke Office Pro Wrestling (2008-2011)
A finales de 2008, Takeshi empezó a aparecer en Kensuke Office Pro Wrestling, territorio de desarrollo de Pro Wrestling NOAH y Dragon Gate. Allí formó una alianza con CHANGO.

### Ice Ribbon (2009)
A lo largo de 2009, Minamino realizó numerosas apariciones en Ice Ribbon, una empresa de personal mayormente femenino. Takeshi realizó combates mixtos en parejas con luchadoras de la promoción, así como combates masculinos al lado de Masa Takanashi y otros.

### Secret Base (2009-presente)
Minamino apareció también en Secret Base, la empresa nacida después del cierre de Pro Wrestling El Dorado.

### Big Japan Pro Wrestling (2010-presente)
A lo largo de 2010 y 2011, Minamino realizó varias apariciones en Big Japan Pro Wrestling, haciendo equipo con Masashi Takeda.

## En lucha
- Movimientos finales
  - HAPPY Press[1][2] / Esthetic Pero[3] / Tree-Planting Press[4] (Diving splash)
  - NENJY[5] / Mushi Valley Driver[6] / Tree-Planting Driver[7] (Death Valley driver, a veces desde una posición elevada)[1][7]
  - Sore Ha NENJY[8] (Cross-armed Death Valley driver, a veces desde una posición elevada)[9]
  - B-BLUE[2] (Diving Death Valley driver contra una mesa) - 2009
  - High-angle senton bomb[1][2]

- Movimientos de firma
  - Loco Cutter[2] (Cross-armed sitout neckbreaker)
  - El Nudo[3] (Cross-legged double pumphandle Boston crab)
  - Hug Clutch[3] (Gory special back to back release facebuster seguido de figure four leglock) - 2004
  - Implant[10] (Cradle sitout back to belly piledriver) - 2006; parodiado de Naoki Tanizaki
  - Arm drag
  - Bridging German suplex
  - Camel clutch[9]
  - Chokeslam
  - Cross armbar
  - Cross kneelock
  - Diving double foot stomp
  - Diving headbutt[11]
  - Enzuigiri
  - Eye rake
  - Full Nelson slam
  - Jumping knee drop
  - Kip-up
  - Knee strike
  - Kneeling belly to belly piledriver
  - Running lariat
  - Running jumping high kick
  - Samoan drop, a veces desde una posición elevada
  - Scoop slam
  - Second rope high-angle senton bomb con burlas[12]
  - Snap DDT
  - Snapmare seguido de running low-angle dropkick a la cara del oponente
  - Shining wizard a un oponente de pie[7]
  - Side fist drop con burlas
  - Sitout powerbomb[13]
  - STF[9]
  - Suicide dive

- Apodos
  - "Hissatsu Death Valley" (必殺 デスバレー Hissatsu Desu Barē?)
  - "Ouryaku no Yosei"[1]

## Campeonatos y logros
- Apache Pro Wrestling
  - WEW Tag Team Championship (1 vez) - con Manjimaru

- Michinoku Pro Wrestling
  - MPW Tohoku Junior Heavyweight Championship (1 vez)
  - MPW Tohoku Tag Team Championship (1 vez) - con Maguro Ooma
  - Futaritabi Tag Team Tournament (2009) - con Maguro Ooma

- Toryumon
  - UWA World Welterweight Championship (1 vez)
  - UWA World Trios Championship (1 vez) - con Pineapple Hanai & Mango Fukuda
  - Young Dragons Cup Tournament (2003)